# Denis Carguš
Denis Igorevič Carguš (in russo Денис Игоревич Царгуш?; Gudauta, 1º settembre 1987) è un lottatore russo, specializzato nella lotta libera.

## Palmarès

### Olimpiadi
- 1 medaglia:
  - 1 bronzo (Londra 2012 nei 74 kg)

### Mondiali
- 3 medaglie:
  - 3 ori (Herning 2009 nei 74 kg; Mosca 2010 nei 74 kg; Tashkent 2014 nei 74 kg)

### Europei
- 3 medaglie:
  - 3 ori (Baku 2010 nei 74 kg; Dortmund 2011 nei 74 kg; Belgrado 2012 nei 74 kg)